# Mary Kom
Mangte Chungneijang Mary Kom, dite Mary Kom, est une boxeuse amateure indienne, née le 1er mars 1983 à Kangathei dans l’État de Manipur. Elle est la seule boxeuse indienne à avoir remporté une médaille d’or aux Jeux asiatiques ainsi qu'une médaille aux Jeux olympiques. Surnommée « Magnificient Mary », elle est mariée à K Onler Kom, et est mère de trois enfants, dont des jumeaux : Khupneivar Kom, Rechungvar Kom et le dernier né, Prince Chungthanglen Kom.

## Jeunesse
Née à Kangathei dans l’état au nord-est de l’Inde appelé Manipur, elle est issue d’une famille travaillant dans les champs. Son parcours scolaire commence dans une école chrétienne près du Loktak Lake. Multipliant les changements d’établissement scolaire, elle ne parvint pas à passer ses examens de fin d’année entre 1986 et 2000.
En dehors de la vie scolaire, elle est intéressée depuis toute jeune par la boxe. Mais c’est le succès de Dingo Singh, boxeur manipuri, aux jeux asiatiques de Bangkok qui la décida à devenir boxeuse dans les années 2000. 

## Carrière
Elle commence son entrainement sous l’égide de M. Narjit Singh, un entraineur de boxe à Imphal. 
Ses débuts furent difficiles. Venant d’une famille pauvre, celle-ci ne pouvait lui apporter le soutien financier qu’il lui fallait. Ainsi, pendant 5 années, elle ne put suivre un régime sportif idéal. Aucune protéine,  pas d’œuf ni de petit déjeuner. Ses repas étaient essentiellement composés de riz et de légumes. Donc elle n'avais pas un bon régime alimentaire de sportive . 

### Un début prometteur
Avant la majorité de ses combats, la célèbre boxeuse écoute sa chanson préférée,Lonely, du chanteur sénégalais Akon. Elle remporte son premier prix dès sa première année, en 2000, en décrochant la première place au First State Level Invitation women's boxing championship à Manipur. 
Âgée de seulement 18 ans, la boxeuse de talent s’exporte à l’étranger en participant aux championnats du monde de Scranton aux États-Unis en 2001 où elle y remporte une médaille d’argent. En 2002, elle remporte pour la même compétition une médaille d’or.
Il s'ensuit un succès croissant pour la boxeuse. Elle remporte la médaille d’or au Seventh East India Women’s Boxing Championship et 5 médailles aux championnats d'Inde entre les années 2000 et 2005.
Elle remporta d’autres prix prestigieux dont la médaille d’or à la Venus Women's Box Cup en 2006.

### Une remontée sur le ring
Après deux années sabbatiques, elle parvient à gagner une médaille d’argent en 2008 aux championnats d'Asie en Inde et une médaille d’or en 2009 aux Jeux asiatiques indoor au Vietnam.
Ancienne athlète, elle a réussi la performance de devenir 5 fois consécutivement championne du monde de boxe amateur dans la catégorie poids pailles en 2002, 2005, 2006 et poids mi-mouches en 2010. Kom remporte par ailleurs la médaille de bronze en catégorie poids mouches aux Jeux olympiques de Londres en 2012, où elle est la porte-drapeau de l'Inde lors de la cérémonie de clôture.
Après les Jeux olympiques de 2016, elle prévoit de quitter le monde de la boxe. Malheureusement, elle ne passe pas le stade des qualifications.
Elle continue néanmoins la compétition. Elle est sacrée championne d'Asie de boxe amateur en 2017 dans la catégorie poids mi-mouches. En 2018, elle est médaillée d'or dans la catégorie poids mi-mouches aux Championnats du monde 2018 et aux Jeux du Commonwealth.
L'année 2019 est marquée par une médaille de bronze en catégorie poids mouches aux championnats du monde 2019.
Le 5 juillet 2021, elle est nommée porte-drapeau de la délégation indienne aux Jeux olympiques d'été de 2020 par l'Association olympique indienne, conjointement avec le joueur de hockey sur gazon Manpreet Singh.
En mars 2024, elle est nommée chef de mission de la délégation indienne aux Jeux olympiques d'été de 2024 mais se retire en avril 2024, invoquant des raisons personnelles.

## Dans les médias
Parallèlement à sa carrière, Mary Kom écrit son autobiographie, Unbreakable, éditée par la maison d’édition Harper Collins et publiée en 2013. En 2014, un biopic sur sa vie est réalisé par Omung Kumar. La boxeuse est, dans ce film, interprétée par l’actrice Priyanka Chopra.
Un groupe de rock manipuri lui rend également hommage dans une vidéo.

## Une carrière politique[8]
Outre le fait d’être boxeuse, Mary Kom a été nommée en 2016 au Rajya Sabha. Elle occupe donc à présent un siège à la chambre haute du Parlement indien.
Elle joue aussi un rôle important pour son état, le Manipur, et se bat contre les discriminations que subit son peuple à cause de leurs faciès différents de celui des stéréotypes indiens.

## Causes défendues
Passionnée par les animaux, elle lutte activement pour leurs droits en s’associant avec l’organisation indienne PETA. Son principal combat est l’arrêt de spectacle utilisant des éléphants dans les cirques.
Humainement, elle s’engage, toujours en compagnie PETA, dans des projets visant à améliorer l’éducation en Inde par le biais de matière scolaire axées sur la compassion.
Elle fonde à Manipur en 2006 « The Mary Kom Boxing Academy » qui est récemment devenue la « Mary Kom-SAI Boxing Academy ». Dirigée par elle-même, cette fondation a pour but d’identifier de potentiels boxeurs du nord-est de l’Inde issus de milieux défavorisés et de les entrainer. La particularité de cette école de boxe est qu’elle ne possède pas de ring. Les entrainements se font à l’air libre dans les champs. La plupart des étudiants issus de cette école ont obtenu plusieurs récompenses dans les championnats de boxe en Inde.